# Lijst van voetbalinterlands Kaapverdië - Portugal
Deze lijst van voetbalinterlands is een overzicht van alle officiële voetbalwedstrijden tussen de nationale teams van Kaapverdië en Portugal. Beide landen speelden tot op heden drie keer tegen elkaar, te beginnen met een vriendschappelijke wedstrijd op 27 mei 2006 in Évora. Voor Portugal was dit een oefenwedstrijd voor het Wereldkampioenschap voetbal 2006. Het voorlaatste duel, eveneens vriendschappelijk, werd gespeeld in Covilhã op 24 mei 2010. Voor het Portugese voetbalelftal was dit een oefenwedstrijd in de voorbereiding op het WK 2010.
Het derde duel was ook een oefenduel en eindigde in een verrassende thuisnederlaag voor Portugal. In Estoril wonnen de bezoekers met 2–0 door treffers van Odaïr Fortes en Gegé. De Portugese bondscoach Fernando Santos moest het doen zonder de lichtgeblesseerde Cristiano Ronaldo en stelde niet zijn beste spelers op in het treffen met de (op dat moment) nummer 38 van de FIFA-wereldranglijst. Portugal, de nummer zeven op de mondiale lijst van de FIFA, eindigde het duel met tien man. Verdediger André Pinto werd na een uur van het veld gestuurd door de Roemeense scheidsrechter Ovidiu Hategan.

## Wedstrijden
| № | Plaats  | Datum         | Competitie        | Wedstrijd             | Uitslag |
| - | ------- | ------------- | ----------------- | --------------------- | ------- |
| 1 | Évora   | 27 mei 2006   | Vriendschappelijk | Portugal – Kaapverdië | 4 – 1   |
| 2 | Covilhã | 24 mei 2010   | Vriendschappelijk | Portugal – Kaapverdië | 0 – 0   |
| 3 | Estoril | 31 maart 2015 | Vriendschappelijk | Portugal – Kaapverdië | 0 – 2   |

## Samenvatting
| Competitie        | Totaal gespeeld | Winst Kaapverdië | Gelijk | Winst Portugal | Doelsaldo Kaapverdië – Portugal |
| ----------------- | --------------- | ---------------- | ------ | -------------- | ------------------------------- |
| Vriendschappelijk | 3               | 1                | 1      | 1              | 3 − 4                           |
| Totaal            | 3               | 1                | 1      | 1              | 3 − 4                           |

## Details

### Eerste ontmoeting
| Vriendschappelijk (Évora, Portugal, 27 mei 2006):              |       |                           |
| Portugal                                                       | 4 – 1 | Kaapverdië                |
| Pedro Pauleta 1' Pedro Pauleta 37' Petit 59' Pedro Pauleta 82' | goals | 20' (e.d.) Fernando Meira |

### Tweede ontmoeting
| Vriendschappelijk (Covilhã, Portugal, 24 mei 2010): |       |            |
| Portugal                                            | 0 – 0 | Kaapverdië |
|                                                     | goals |            |

### Derde ontmoeting
| Vriendschappelijk (Estoril, Portugal, 31 maart 2015): |              |                           |
| Portugal | 0 – 2        | Kaapverdië                |
| | goals        | 37' Odaïr Fortes 43' Gegé |
| André Pinto 60' | rode kaarten |                           |
| - Debuut van André Pinto (SC Braga), Anthony Lopes (Olympique Lyon), André André (Vitória Guimarães), Paulo Oliveira (Sporting CP), Ukra (Rio Ave), Bernardo Silva (AS Monaco) en Danilo Pereira (CS Marítimo) voor Portugal. Voor Pinto, die debuteerde met een rode kaart, Ukra en Oliveira bleef het bij deze ene interland. |              |                           |

FCF · A-internationals · Selecties · Bondscoaches · Kaapverdisch vrouwenelftal · Kaapverdië U21 · Kaapverdië U20 · Kaapverdië U19 · Kaapverdië U18 · Kaapverdië U17
1979 – 1989 · 
1990 – 1999 · 
2000 – 2009 · 
2010 – 2019 ·
2020 − 2029
1979 · 
1980 · 
1981 · 
1982 · 
1983 · 
1984 · 
1985 · 
1986 · 
1987 · 
1988 · 
1989 · 
1990 · 
1991 · 
1992 · 
1993 · 1993 · 
1995 · 
1996 · 
1997 · 
1998 · 
1999 · 
2000 · 
2001 · 
2002 · 
2003 · 
2004 · 
2005 · 
2006 · 
2007 · 
2008 · 
2009 · 
2010 · 
2011 · 
2012 · 
2013 · 
2014 · 
2015 · 
2016 · 
2017 · 
2018 ·
2019 ·
2020 ·
2021 ·
2022 ·
2023 ·
2024 ·
2025
Algerije ·
Andorra ·
Angola ·
Bahrein ·
Botswana ·
Burkina Faso ·
Centraal-Afrikaanse Republiek ·
Comoren ·
Congo-Brazzaville ·
Congo-Kinshasa ·
Ecuador ·
Egypte ·
Equatoriaal-Guinea ·
Ethiopië ·
Gabon ·
Gambia ·
Georgië ·
Ghana ·
Guinee ·
Guinee-Bissau ·
Guyana ·
Kameroen ·
Kenia ·
Lesotho ·
Liberia ·
Libië ·
Liechtenstein ·
Luxemburg ·
Madagaskar ·
Maleisië ·
Mali ·
Malta ·
Marokko ·
Mauritanië ·
Mauritius ·
Mozambique ·
Niger ·
Nigeria ·
Oeganda ·
Portugal ·
Rwanda ·
Sao Tomé en Principe ·
San Marino ·
Senegal ·
Sierra Leone ·
Swaziland ·
Tanzania ·
Togo ·
Tunesië ·
Zambia ·
Zimbabwe ·
Zuid-Afrika
FPF · A-internationals · Selecties · Statistieken · Bondscoaches · Portugees vrouwenelftal · Olympisch elftal · Portugal U21 · Portugal U20 · Portugal U19 · Portugal U18 · Portugal U17 · Vrouwen U17
1921 – 1929 · 
1930 – 1939 · 
1940 – 1949 · 
1950 – 1959 · 
1960 – 1969 · 
1970 – 1979 · 
1980 – 1989 · 
1990 – 1999 · 
2000 – 2009 · 
2010 – 2019 · 
2020 – 2029
EK's: 1984 · 
1996 · 
2000 · 
2004 · 
2008 · 
2012 · 
2016 · 
2020 · 
2024
WK's: 1966 · 
1986 · 
2002 · 
2006 · 
2010 · 
2014 · 
2018 · 
2022
OS: 1928 · 
1996 · 
2004 · 
2016
1921 · 
1922 · 
1923 · 
1924 · 
1925 · 
1926 · 
1927 · 
1928 · 
1929 · 
1930 · 
1931 · 
1932 · 
1933 · 
1934 · 
1935 · 
1936 · 
1937 · 
1938 · 
1939 · 
1940 · 
1942 · 
1943 · 1944 · 
1945 · 
1946 · 
1947 · 
1948 · 
1949 ·
1950 · 
1951 · 
1952 · 
1953 · 
1954 · 
1955 · 
1956 · 
1957 · 
1958 · 
1959 ·
1960 · 
1961 · 
1962 ·
1963 ·
1964 · 
1965 · 
1966 · 
1967 · 
1968 · 
1969 ·
1970 · 
1971 · 
1972 · 
1973 · 
1974 · 
1975 · 
1976 · 
1977 · 
1978 · 
1979 ·
1980 · 
1981 · 
1982 · 
1983 · 
1984 · 
1985 · 
1986 · 
1987 · 
1988 · 
1989 · 
1990 · 
1991 ·
1992 · 
1993 · 
1994 · 
1995 · 
1996 · 
1997 · 
1998 · 
1999 · 
2000 · 
2001 · 
2002 · 
2003 · 
2004 · 
2005 · 
2006 · 
2007 · 
2008 · 
2009 · 
2010 · 
2011 · 
2012 · 
2013 ·
2014 ·
2015 ·
2016 ·
2017 ·
2018 ·
2019 ·
2020 ·
2021 ·
2022
Albanië ·
Algerije ·
Andorra ·
Angola ·
Argentinië ·
Armenië ·
Azerbeidzjan ·
België ·
Bolivia ·
Bosnië-Herzegovina ·
Brazilië ·
Bulgarije ·
Canada ·
Chili ·
China ·
Cyprus ·
DDR ·
Denemarken ·
Duitsland ·
Ecuador ·
Egypte ·
Engeland ·
Estland ·
Faeröer ·
Finland ·
Frankrijk ·
Gabon ·
Georgië ·
Ghana ·
Gibraltar ·
Griekenland ·
Hongarije ·
Ierland ·
IJsland ·
Iran ·
Israël ·
Italië ·
Ivoorkust ·
Joegoslavië ·
Kaapverdië ·
Kameroen ·
Kazachstan ·
Koeweit ·
Kroatië ·
Letland ·
Liechtenstein ·
Litouwen ·
Luxemburg ·
Malta ·
Marokko ·
Mexico ·
Moldavië ·
Mozambique ·
Nederland ·
Nieuw-Zeeland ·
Nigeria ·
Noord-Ierland ·
Noord-Korea ·
Noord-Macedonië ·
Noorwegen ·
Oekraïne ·
Oostenrijk ·
Panama ·
Paraguay ·
Polen ·
Qatar ·
Roemenië ·
Rusland ·
Saoedi-Arabië ·
Schotland ·
Servië ·
Slovenië ·
Slowakije ·
Sovjet-Unie ·
Spanje ·
Tsjechië ·
Tsjecho-Slowakije ·
Tunesië ·
Turkije ·
Uruguay ·
Verenigde Staten ·
Wales ·
Zuid-Afrika ·
Zuid-Korea ·
Zweden ·
Zwitserland
Angola (2006) ·
België (2021) ·
Brazilië (2010) · 
Denemarken (2012) ·
Duitsland (2006) ·
Duitsland (2008) ·
Duitsland (2012) ·
Duitsland (2014) ·
Duitsland (2021) ·
Engeland (2000) ·
Engeland (2006) ·
Frankrijk (2006) ·
Frankrijk (2016) ·
Frankrijk (2021)  ·
Ghana (2014) ·
Griekenland (2004, 2) · 
Hongarije (2021) · 
IJsland (2016) · 
Iran (2006) ·
Iran (2018) ·
Marokko (2018) ·
Marokko (2022) ·
Mexico (2006) ·
Nederland (2006) ·
Nederland (2012) ·
Oostenrijk (2016) · 
Spanje (2012) · 
Spanje (2018) ·
Tsjechië (2008) ·
Tsjechië (2012) · 
Turkije (2008) ·
Verenigde Staten (2014) ·
Uruguay (2018) ·
Zuid-Korea (2022) · 
Zwitserland (2008) · 
Zwitserland (2022)